# Pink (Farbe)
Pink ist das englische Wort für die Nelke und für die Farbe Rosa. Das Wort wird auch im deutschen Sprachraum seit etwa 1980 benutzt. Während das englische Pink dem deutschen Rosa entspricht, bedeutet das deutsche Pink ein kräftiges, sattes, meist blaustichiges Rosa oder Purpurrosa. Diese Farbe kommt auch in der Natur gelegentlich vor, u. a. bei Nelken, Rosen und Rhododendren.

## Etymologie

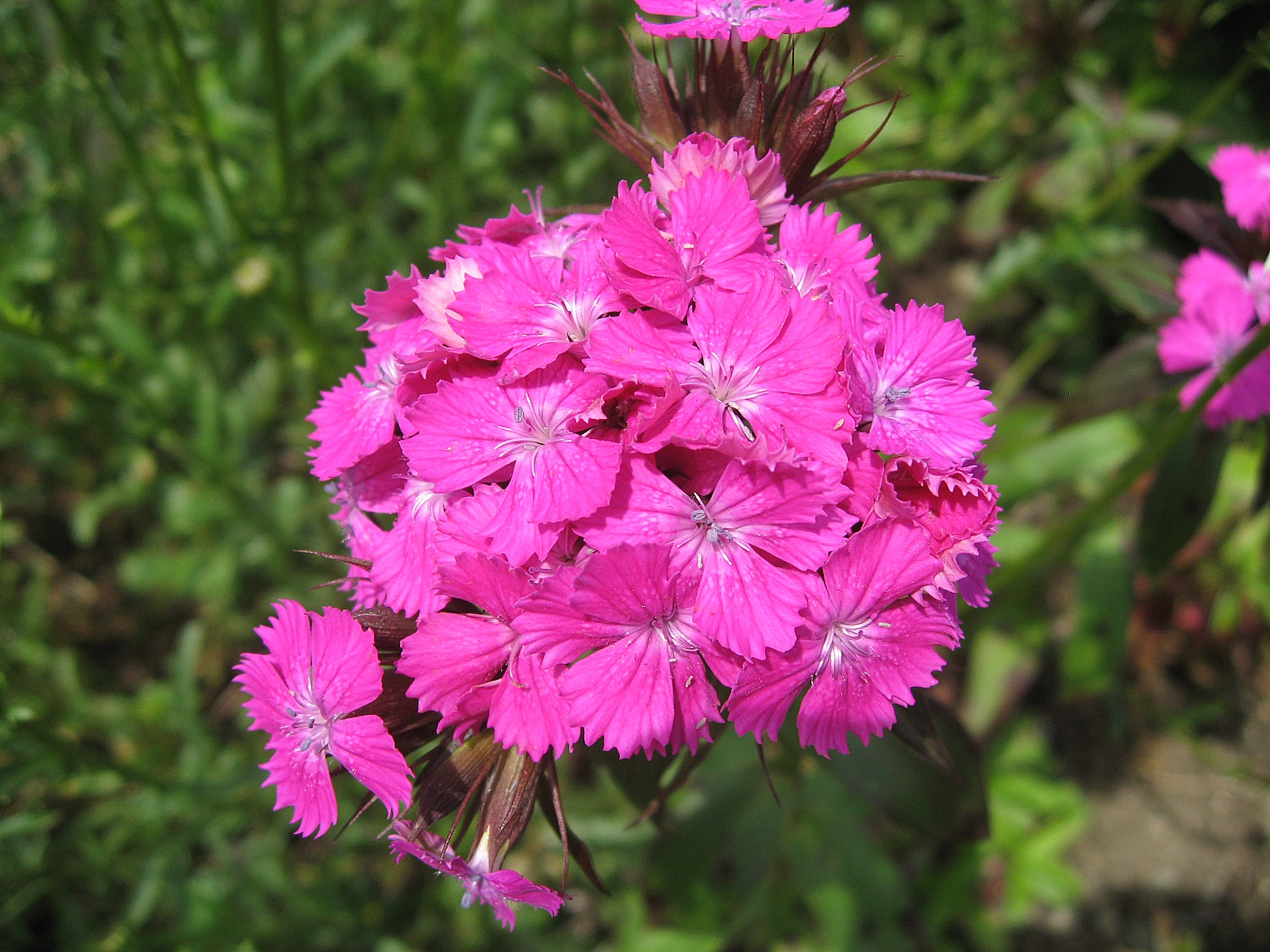
Bartnelke (Dianthus barbatus)

Das Substantiv pink ist das englische Wort für Nelken. Pinken ist ein im Mittelenglischen gebräuchliches Wort und bedeutet ‚zerschlitzen‘, ‚perforieren‘. Der Name der Pflanze bezieht sich also auf den typischerweise geschlitzten oder zerfransten Rand ihrer Blüte. Als Blumenname ist pink im Englischen seit 1573 nachgewiesen. 1681 tritt das Wort zum ersten Mal in der Kombination pink-coloured als Farbbezeichnung auf. Als alleinstehende Farbbezeichnung ist pink im Englischen seit 1828 belegt.

## Farbton
Es ist umstritten, ob das Wort Pink im Deutschen einen anderen Farbton als das Wort Rosa beschreibt. Gewisse Quellen besagen, dass pink im Deutschen, im Gegensatz zu rosa, für intensivere Purpur-Farbtöne steht. Diese Vorstellung geht vermutlich auf den Farbton shocking pink zurück, ein Markenzeichen der italienisch-französischen Modeschöpferin Elsa Schiaparelli. Dieser Farbton, auch hot pink genannt, wurde erstmals 1937 für das Design der Schachtel ihres Parfüms „Shocking“ verwendet. Shocking pink hat Ähnlichkeit mit den Farben Magenta oder Fuchsin.

### Webfarben
Es gibt für die Erstellung von Webseiten definierte Webfarben, deren Namen sich jedoch nach dem englischen Verständnis von Pink richten. Die beiden oben angegebenen Farben hot pink und shocking pink würde man auch im Deutschen eindeutig als Pink bezeichnen. hot pink ist etwas heller und weniger blaustichig, und daher weicher, als shocking pink.
Die helleren Töne lightpink und pink würde man im Deutschen jedoch korrekterweise als Rosa bezeichnen.
Das kräftige, aber kaum blaustichige deep pink („tiefrosa“) könnte man im Deutschen auch als Pink bezeichnen, oder (z. B. bei einer Blütenbeschreibung) als kräftiges Dunkelrosa oder Karminrosa; eventuell auch als Rosarot.

## Sonstiges

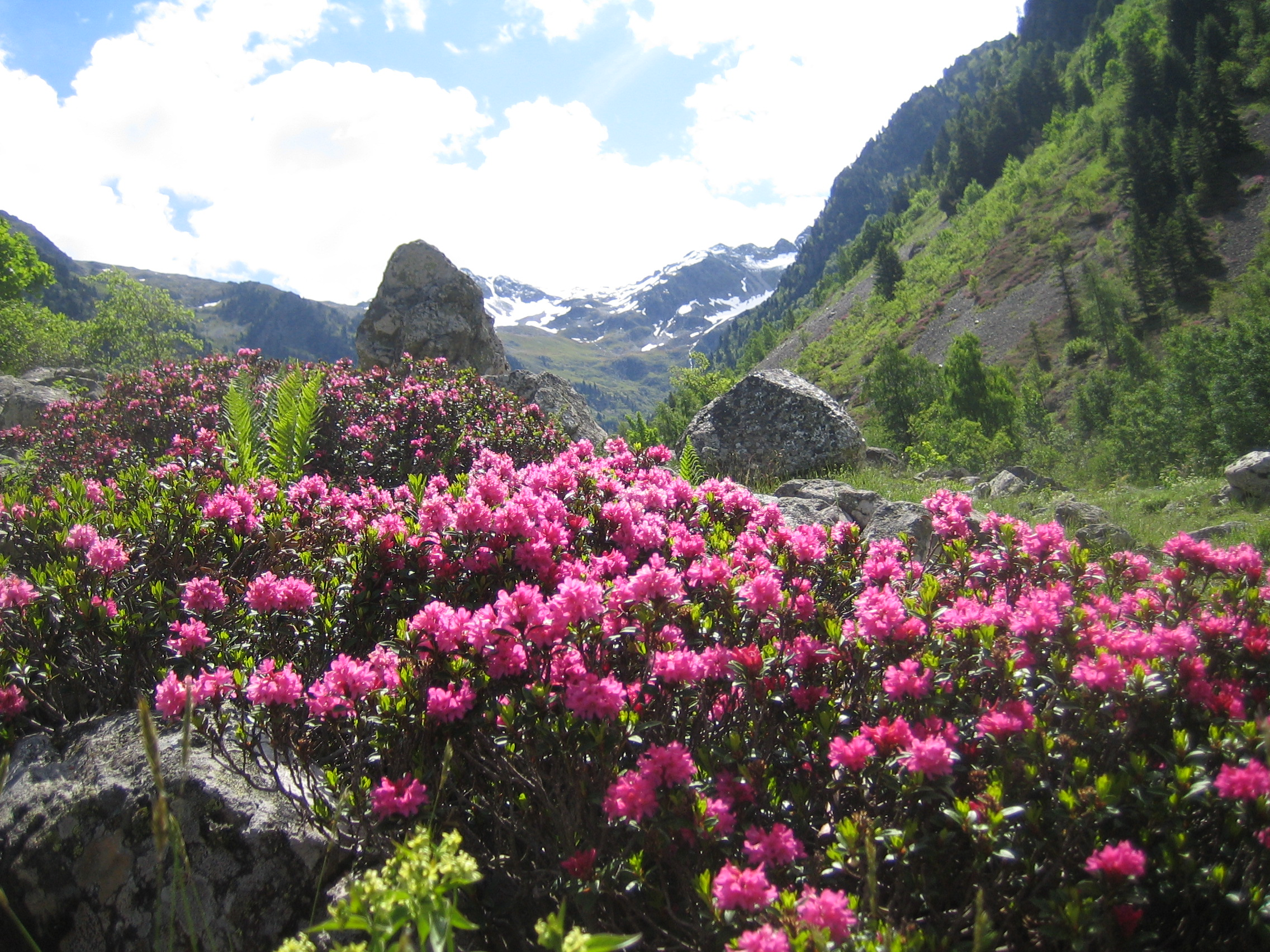
rostblättrige Alpenrose (rhododendron ferrugineum)

- Die in den 1980er Jahren in England entstandene, auch in Mitteleuropa und international bekannte Farb-Licht-Therapie Aura-Soma verwendet die Begriffe „Pink“ und „Blass-Pink“ im englischen Sinne für die Farben „Rosa“ und „Blassrosa“. Es handelt sich bei den entsprechenden Farben also nicht um Pinktöne, wie man es im deutschen Sprachgebrauch normalerweise verstehen würde.[10]
- Die amerikanische Umgangssprache kennt pink (rosa !) innerhalb einer idiomatischen Beschreibung besonders frisch und gesund wirkender Zeitgenossen: looks like she’s in the pink, sinngemäß Sie sieht aus wie das blühende Leben.
- Der 23. Juni steht im Rahmenkalender der kuriosen Feiertage und wird in den USA als Pink-Tag (National Pink Day) gefeiert.[11]
- Pinkifizierung ist ein daraus abgeleiteter Begriff der Gender-Theorie.
- Der wie eine Perle geformte Diamant Unique Pink erstrahlt in der Farbe „Fancy Vivid Pink“.